# Nagyvisnyó
Nagyvisnyó ist eine ungarische Gemeinde im Kreis Bélapátfalva im Komitat Heves.

## Geografische Lage
Nagyvisnyó liegt am nordwestlichen Rand des Bükk, 27 Kilometer nordöstlich des Komitatssitzes Eger und 11 Kilometer nordöstlich der Kreisstadt Bélapátfalva an dem Fluss Szalajka. Das Skigebiet Bánkút liegt südöstlich auf dem Gebiet der Gemeinde. Nachbargemeinden sind Nekézseny, Dédestapolcsány, Mályinka, Répáshuta, Szilvásvárad und Lénárddaróc.

## Geschichte
Im Jahr 1913 gab es in der damaligen Kleingemeinde 216 Häuser und 1169 Einwohner auf einer Fläche von 7470 Katastraljochen. Sie gehörte zu dieser Zeit zum Bezirk Sajószentpéter im Komitat Borsod, das bis 1945 existierte.

## Söhne und Töchter der Gemeinde
- Aranka Oláh (* 1944), Malerin

## Sehenswürdigkeiten
- Dorfhaus mit heimatgeschichtlicher Ausstellung (Faluház)
- Nationalpark Bükk
- Reformierte Kirche, erbaut 1769–1770, erweitert 1803 und 1810–1811, im spätbarocken Stil. Die farbig bemalte Kassettendecke aus Holz wurde in drei Teilen hergestellt: 1770, 1803 und 1810.
- Römisch-katholische Kapelle Szűz Mária születése
- Steinbruch (Mihalovics bánya), seit 1982 geschützt
- Weltkriegsdenkmäler

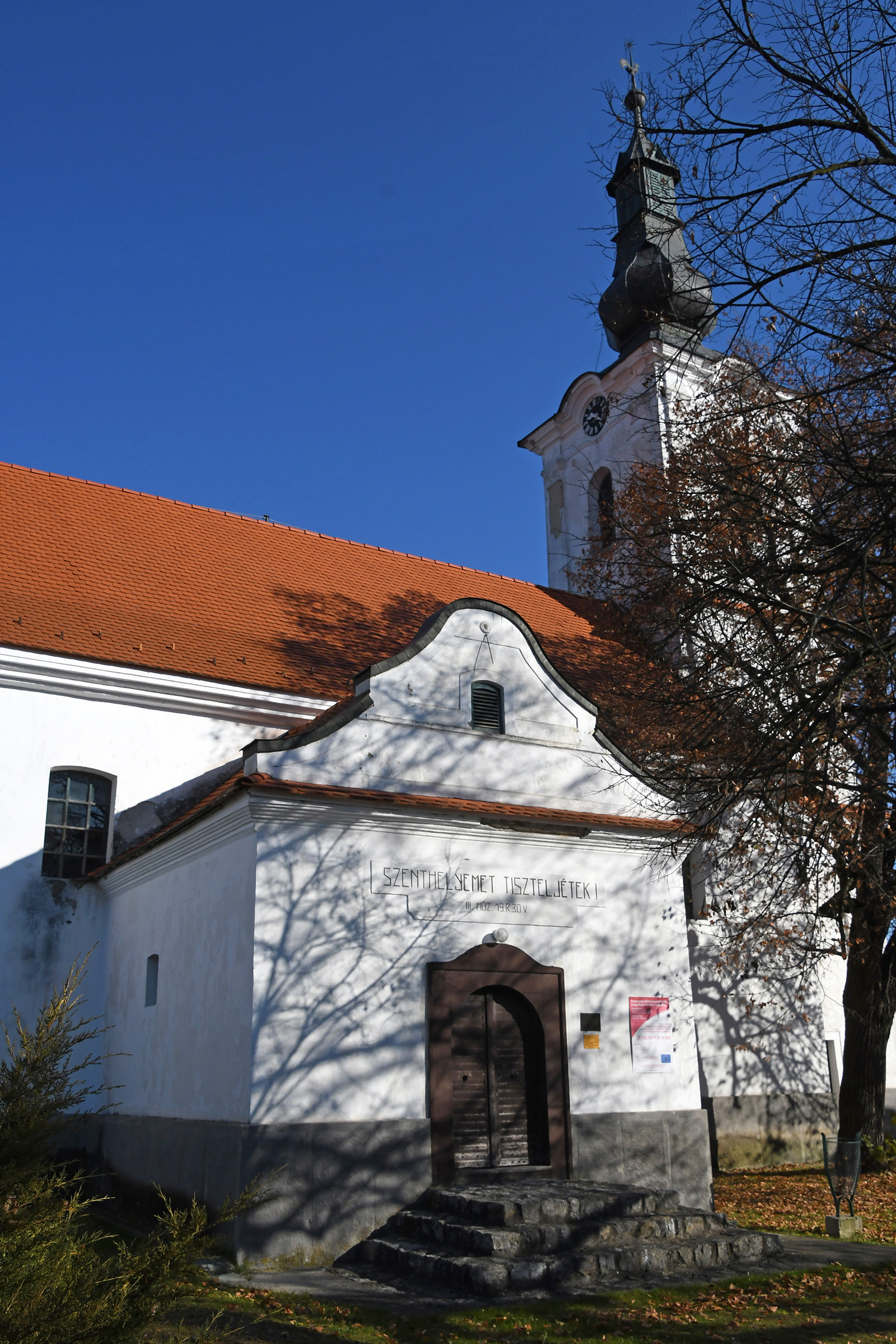
Reformierte Kirche
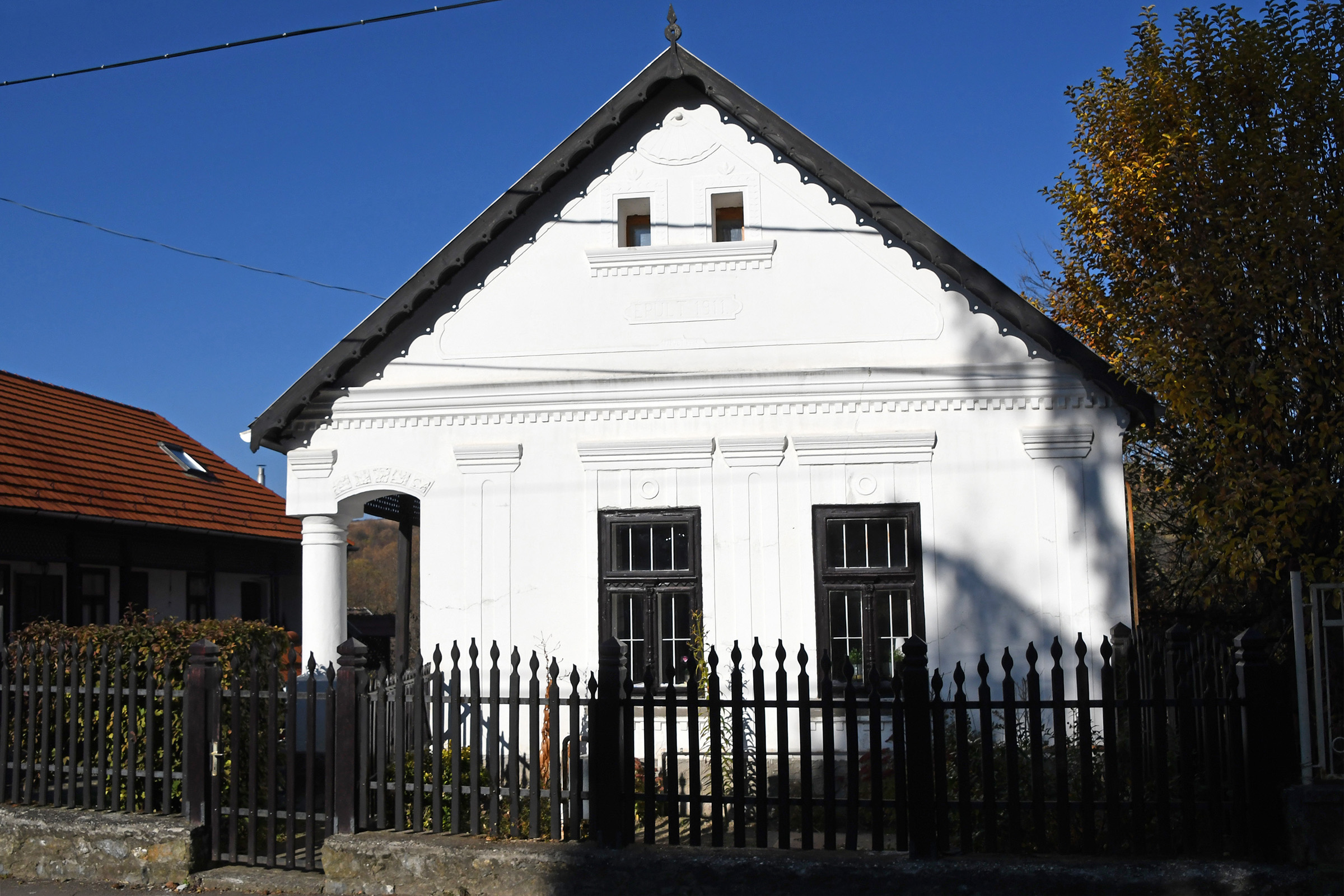
Traditionelles Wohnhaus
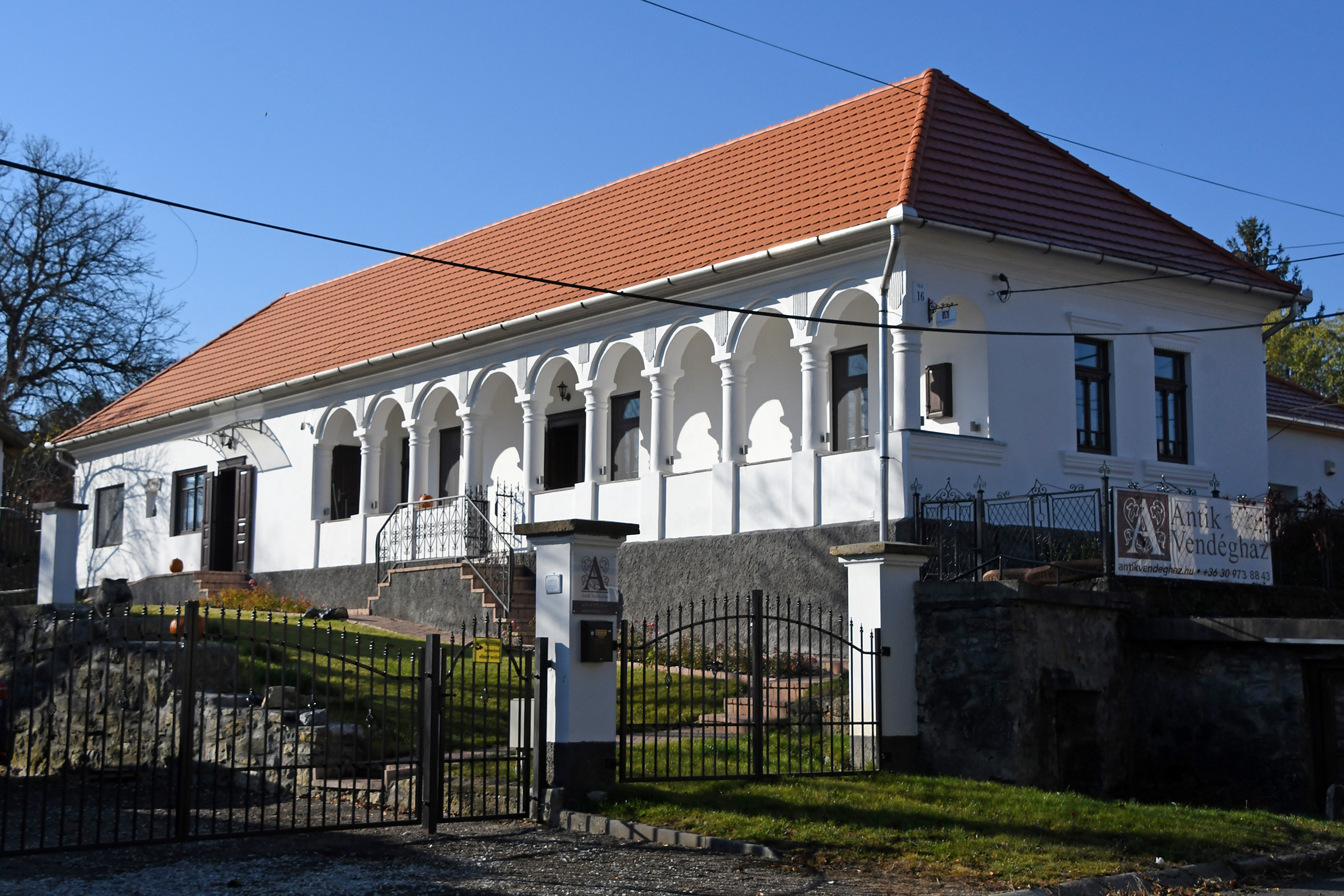
Dorfhaus (Faluház)
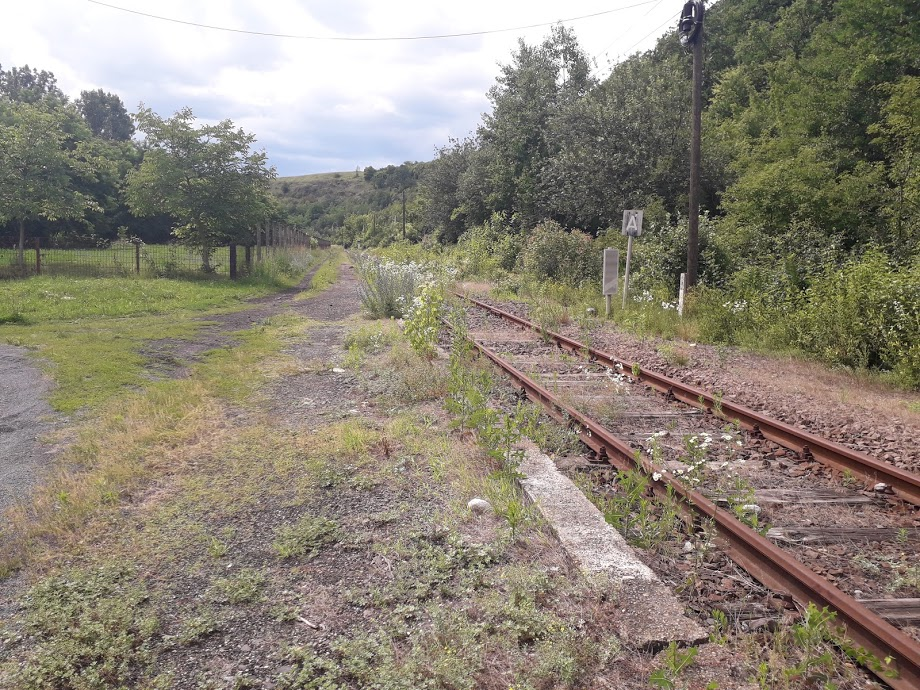
Eisenbahnstrecke Eger-Putnok

## Verkehr
Durch Nagyvisnyó verläuft die Landstraße Nr. 2506. Die Gemeinde liegt an der ehemaligen Eisenbahnstrecke von Eger nach Putnok, jedoch wurde der Personenverkehr auf der Strecke im Dezember 2009 eingestellt, so dass Reisende den 7 Kilometer südwestlich gelegenen Bahnhof Szilvásvárad-Szalajkavölgy nutzen müssen. Es bestehen Busverbindungen über Szilvásvárad und Bélapátfalva nach Eger sowie über Dédestapolcsány und Vadna nach Kazincbarcika.